# كينيث فراي
كينيث فراي (15 مارس 1883 - 21 يونيو 1949) (بالإنجليزية: Kenneth Fry)‏ هو لاعب كريكت بريطاني (وحمل سابقاً جنسية المملكة المتحدة لبريطانيا العظمى وأيرلندا).